# Distretto di Nong Hi
Il distretto di Nong Hi (in thailandese: หนองฮี) è un distretto (amphoe) della Thailandia, situato nella provincia di Roi Et.